# LU 111
LU 111 – francuski pocisk odłamkowo-burzący kalibru 155 mm produkowany przez firmę GIAT.

## Dane taktyczno-techniczne
- Kaliber: 155 mm
- Długość: 865 mm
- Masa: 43,2 kg
- Masa materiału wybuchowego: 8,8 kg
- Donośność: 33 000 m (lufa L/52)